# Comté de Sioux (Iowa)
Pour les articles homonymes, voir Comté de Sioux.
Le comté de Sioux est un comté de l'État de l'Iowa, aux États-Unis. En 2010, sa population était de 33 704 habitants. Le siège de ce comté est Orange City.